# Dong Zhaozhi
Dong Zhaozhi (chinois traditionnel : 董兆致 ; né le 16 novembre 1973 à Canton) est un escrimeur chinois, spécialiste du fleuret.

## Carrière
Il remporte deux médailles d'argent olympiques en fleuret par équipes, en 2000 et en 2004.

## Palmarès
- Jeux olympiques
  -  Médaille d'argent par équipes aux Jeux olympiques d'été de 2000 à Sydney
  -  Médaille d'argent par équipes aux Jeux olympiques d'été de 2004 à Athènes

- Championnats du monde
  -  Médaille d'argent par équipes aux championnats du monde 1999 à Séoul
  -  Médaille de bronze par équipes aux championnats du monde 1994 à Athènes

- Épreuves de coupe du monde
  -  Médaille d'or au Grand prix de Shanghai sur la saison 2003-2004

- Universiades
  -  Médaille d'or en individuel à l'Universiade d'été de 2001 à Pékin[2]
  -  Médaille d'or par équipes à l'Universiade d'été de 2001 à Pékin[2]

- Championnats d'Asie
  -  Médaille d'argent en individuel aux championnats d'Asie 1995 à Séoul

- Jeux asiatiques
  -  Médaille d'or en individuel aux Jeux asiatiques de 1994 à Hiroshima
  -  Médaille d'or par équipes aux Jeux asiatiques de 1998 à Bangkok
  -  Médaille d'argent par équipes aux Jeux asiatiques de 1994 à Hiroshima
  -  Médaille de bronze en individuel aux Jeux asiatiques de 1998 à Bangkok